# Caterina Giacchetti
Caterina Giacchetti (ur. 28 października 1988 w Neapolu) – włoska pływaczka, brązowa medalistka mistrzostw Europy (basen 50 m), trzykrotna brązowa medalistka mistrzostw Europy na krótkim basenie.
Specjalizuje się w pływaniu stylem motylkowym. Największym jej sukcesem jest brązowy medal w mistrzostwach Europy w 2006 roku na basenie 50-metrowym w Budapeszcie na dystansie 200 m tym stylem. Innymi osiągnięciami zawodniczki jest zdobycie trzech brązowych medali w mistrzostwach Starego Kontynentu na basenie 25 m.